# 日本のレコード会社一覧
日本のレコード会社一覧（にほんのレコードがいしゃいちらん）は、日本においてレコードなどの音楽ソフトを発売するレコード会社・レコードレーベルを、一覧にしたものである。

## 現存
◎は日本レコード協会正会員、○は同準会員、△は賛助会員（2024年4月現在）。

### 欧米メジャー系
- ユニバーサルミュージック◎

ユニバーサル ミュージック グループの日本法人。
- A-Sketch○

ユニバーサルミュージックの子会社。アミューズグループ時代は販売網はアミューズソフトエンタテインメント、アミューズ本社が担当していた。
- ワーナーミュージック・ジャパン◎

アクセス・インダストリーズ傘下のワーナー・ミュージック・グループの日本法人。

### AV機器・楽器メーカー系
- ソニー・ミュージックエンタテインメント△

ソニーグループ。ただし、アメリカのソニー・ミュージックエンタテインメントとは別法人。
- ソニー・ミュージックレーベルズ◎

2014年4月にレーベル部門7社を統合。
- アルファレコード

1998年にレコード制作事業から一旦撤退。原盤管理会社となったのちソニー・ミュージックレーベルズに吸収され法人格は消滅したが、ソニー・ミュージックレーベルズの社内レーベルとして2024年より制作事業を再開。なお、旧譜はソニー・ミュージックレーベルズから発売（荒井由実の作品はユニバーサル・ミュージックから発売）。
- アニプレックス△

旧：SPEビジュアルワークス。
- ミュージックレイン

- JVCケンウッドグループ
  - ビクターエンタテインメント◎
  - フライングドッグ△

VEのレーベル「M-serve」を分社。
- ヤマハミュージックコミュニケーションズ◎

ヤマハグループ。ポニーキャニオンから独立。

### 放送局系
- ポニーキャニオン◎

フジ・メディア・ホールディングスを有するメディア・コングロマリットであるフジサンケイグループの中核企業の一つ。
- バップ◎

日本テレビホールディングスの機能子会社。
- スペースシャワーネットワーク ○

サービス名はSPACE SHOWER MUSIC。2011年10月、子会社のブルース・インターアクションズ（制作事業）、およびバウンディ（流通事業）から事業譲渡。

### プロダクション系
- ストームレーベルズ○

SMILE-UP.傘下のレコード会社。販売網はソニー・ミュージックソリューションズに委託。
- B ZONE◎

B ZONE GROUP（ビーゾーングループ、旧・ビーインググループ）、制作から販売網まですべてのラインを自社で行う。
- GIZA studio〇

B ZONE（旧・ビーイング）の関西拠点として設立。
- デンジャークルー・レコード

マーヴェリック・ディー・シー・グループ内のレーベル事業部。
- アップフロントグループ
  - アップフロントワークス

販売網は自社オリジナルレーベル（UP-FRONT WORKSレーベル、UP-FRONT INDIESレーベル）を除き、ソニー・ミュージックソリューションズ（zetimaレーベル）、およびポニーキャニオン（hachamaレーベル、PICCORO TOWNレーベル、Rice Musicレーベル）に委託。
  - TNX

販売網はポニーキャニオンに委託。

- ポリスター

田辺エージェンシー系。以前はヤングジャパングループ→アップフロントグループ系に属していた。販売網は子会社のプライエイド・レコーズ、および日本コロムビアに委託。
- よしもとミュージック（R & C Japan）◎

吉本興業グループ。販売網はユニバーサル ミュージックに委託。
- SDR○

スターダストプロモーション傘下。販売網はビクターエンタテインメントとソニー・ミュージックソリューションズに委託。
- タニプロモーション○

フォーチュンエンターテイメントグループ。
- 夢レコード

夢グループ。

### 出版社系
- キングレコード◎

音羽グループ、講談社系。
- ベルウッド・レコード（インディーズレーベル）△

- KADOKAWA

旧：メディアファクトリー。
- ドワンゴ（U&R records）

旧：evolution→ドワンゴ・エージー・エンタテインメント→ドワンゴ・ミュージックエンタテインメント→ドワンゴ・ユーザーエンタテインメント。2014年11月1日にドワンゴが吸収合併。
- アース・スター エンターテイメント

カルチュア・エンタテインメント傘下。「アース・スター レコード」レーベル、2017年以降停止していたが2024年再開。
- ユーキャン・エンタテインメント

日本通信教育連盟（ユーキャン）の子会社。
- TTJ・たちばな出版

「テンプラミュージック」レーベル、インディーズレーベル。

### 玩具・ゲーム会社系
- マーベラス 音楽映像事業部

マーベラスエンターテイメント → マーベラスAQL（AQインタラクティブ、ライブウェアの2社と合併） → マーベラス。母体のマーベラスエンターテイメントはレコード会社として設立され、ロゴの「MMV」は「Marvelous Music Vibration」の略であった。映像製作事業に進出後「Marvelous Media Vibration」の略に変更、「MARVELOUS!」のロゴとして、プリキュアシリーズや遊☆戯☆王シリーズを中心に主題歌や挿入歌などをはじめとした音楽や映像ソフトの販売を行う。
- バンダイナムコグループ
  - バンダイナムコミュージックライブ◎

バンダイナムコアーツ（元：ランティス）とサンライズミュージックを合併。販売網はグループのバンダイナムコフィルムワークスに委託。
  - ハピネット

2019年に蔵前レコーズ、2020年にリトルハーツミュージックを発足。
- スクウェア・エニックス

SQUARE ENIX MUSIC。旧：エニックスのPLENTY SAMANレーベル。かつては一部販売網はパイオニアLDCに委託していたが、現在は専売商品を除きソニー・ミュージックソリューションズに販売を委託。
- タイトー

ZUNTATA RECORDS販売網はソニー・ミュージックソリューションズに委託。
- ウェーブマスター

セガサミーホールディングス傘下。販売網はNBCユニバーサルに委託。
- コナミデジタルエンタテインメント○

コナミ傘下。旧：コナミレーベル。
- フィックスレコード

アクアプラス傘下。販売網はキングレコードに委託。
- ブシロードミュージック 音楽事業部

ブシロード傘下。旧：響ミュージック。旧社時代はポニーキャニオンに委託していたが、現在は一部を除き自社販売網を構築。

### カラオケ会社系
- 第一興商グループ
  - 徳間ジャパンコミュニケーションズ◎

かつては徳間書店の傘下だったが2001年10月に第一興商に株式譲渡。
  - 日本クラウン◎

かつては三菱グループだった。
- エクシンググループ
  - テイチクエンタテインメント◎

かつては松下グループ→JVCケンウッドグループ。社名は「帝国蓄音機」にちなむ。
  - エクシング・ミュージックエンタテイメント

XMEレーベル　販売網はテイチクエンターテイメントに委託。

### 独立系
- エイベックス
  - エイベックス・ミュージック・クリエイティヴ◎
  - エイベックス・ピクチャーズ△
- 日本コロムビア◎

2002年10月から2010年9月までの社名はコロムビアミュージックエンタテインメント。かつては日立が大株主だったが、2001年に大半の株式をリップルウッドに売却。2010年にフェイスの傘下に。
- ドリーミュージック◎

2005年にティー ワイ リミテッドに傘下入り。2017年にフェイスが連結子会社化。
- SUPER STATE HOLDINGSグループ
  - STPR（STPR Records）

UPER STATE HOLDINGS傘下。
  - AniTone（AniTone Music）

旧：5pb.Records、MAGES.。SUPER STATE HOLDINGS傘下。2024年11月にAniToneがMAGES.の音楽事業を取得し、音楽事業を開始。

- アニメイトグループ
  - フロンティアワークス
  - マリン・エンタテインメント
- ティートックレコーズ△
- ワードレコーズ
- トイズファクトリー△

バップから独立。
- フォーライフミュージックエンタテイメント◎
- ミディ
- エル・ディー・アンド・ケイ○
- ハッツアンリミテッド○
- ヴィレッジアゲインアソシエイション○
- 東宝○
- P-VINE○
- FABTONE

KADOKAWAメディアファクトリーの複数の音楽レーベルが独立する形で設立。
- ミュージックマイン

かつてはリクルート傘下→メディアファクトリーの事業部→アーティストハウス傘下。2003年に独立。
- アイビーレコード

CCCグループから独立。
- トゥルーパー・エンタテインメント
- ディスクユニオングループ 制作部門であるDIWプロダクツが様々なレーベルの制作・販売している。

### その他インディーズレーベル
- カメラータ・トウキョウ

クラシック専門。
- ニューセンチュリーレコード

旧：センチュリーレコード。
- マルフクレコード

沖縄音楽専門。
- ねこれこ

株式会社エムピーシステムの事業の1つ。通称「ねこスタイルミュージック」で気楽に音楽を広める、オリジナル商品開発主体のレーベル。
- retsrock・AA RECORS

LAUGHIN’ NOSEが1983年に立ち上げ。休止後、1995年に復活。主にパンクロックに特化したレーベル。
- FRIED MUSIC

ブリーフ&トランクス・伊藤多賀之が立ち上げ。流通はスペースシャワーネットワーク。
- beatshop
- ウルトラ・ヴァイヴ
- Studio Cubic Records
- FTZ records
- PIZZA OF DEATH RECORDS
- SOD records

ソフト・オン・デマンドグループ。CD流通はハピネット。
- ファンタズムレコーズ

テレビ東京『月ともぐら』関連の楽曲をリリース。CD流通はタワーレコード。

## レコード事業は撤退（他社事業譲渡も含む）、別の事業で存続
- クリエイティヴ・コア

旧：TDKコア。2007年11月1日にコロムビアミュージックエンタテインメント（現：日本コロムビア）に株式譲渡し、2010年1月に同社に音楽等の事業を譲渡し現在はテレビ番組企画・制作事業として存続し2011年3月にウッドオフィスグループに売却した。
- ティー ワイ エンタテインメント

ティー ワイ リミテッド傘下。旧：NECインターチャネル→インデックスミュージック。2013年4月にドリーミュージックの関連会社、『ドリーミュージックパブリッシング』のレーベル『FEEL MEE』に音楽レーベル事業を譲渡し、音楽出版事業として存続。
- トライエム

旧：メルダック。日本クラウンの子会社で後に三菱電機の子会社を経て第一興商の子会社になり、2005年にメルダック等のレーベルを擁する制作部門は同子会社の徳間ジャパンコミュニケーションズに事業譲渡し現在は音楽出版会社として存続している。また、メルダックレーベルは徳間ジャパンコミュニケーションズのレーベルとして存続。
- プラッツレコード

学研の出資により1987年12月に設立されたレコード会社。かつて哀川翔・因幡晃・織田哲郎・岡部東子などが所属。2000年代に音楽事業から撤退した模様。後に社名をプラッツアーティストに変更、現在は学研ホールディングスの音楽出版権の管理会社として存続。
- ユピテルレコード

ユピテル工業、旧社名・ユピテル音楽工業。1984年の倒産を機に音楽ソフト事業から撤退。再建後は無線通信機器メーカーとして存続。
- ブロー・ウィンド・レコード

会社として活動実態なく休眠会社となっている。
- MPD

日販グループ。CCCからビーエムドットスリー事業を継承、2020年ビーエムドットスリー事業を終了。
- NBCユニバーサル・エンターテイメントジャパン○

パイオニアLDC（パイオニア傘下）、ジェネオンエンタテインメント（電通傘下）を経て、現在はコムキャスト/NBCユニバーサルグループ傘下。ユニバーサル ミュージック グループとは資本関係はない。2024年12月にワーナーミュージック・ジャパンとアニメ音楽に関するパートナーシップの締結し2025年春を最後に新譜のCD販売・音楽配信を終了。
- ワーナー ブラザース ジャパン○

ワーナー・ブラザース・ディスカバリー傘下のワーナー・ブラザースの日本法人。ワーナーミュージック・グループとは資本関係はない。

## かつて存在

### 他社に吸収（合併・統合・譲渡）
ソニー・ミュージックエンタテインメントグループと合併
- BMG JAPAN

ソニーBMG（旧：BMG）の日本法人。旧：BMGビクター（当時は日本ビクターとの合弁会社）→BMGファンハウス。2009年10月に邦楽部門はアリオラジャパン、洋楽部門（RCA/JIVEグループ）をソニー・ミュージックジャパンインターナショナルに承継の上、ソニー・ミュージックエンタテインメントに吸収合併。
- RCAビクター/RVC

1975年にビクター音楽産業（当時）のRCAレーベルが独立。1987年にBMGビクター（当時）に事業譲渡、解散。『RCAアリオラ・ジャパン』→『RCAアリオラ/アリスタレコード』。
- ファンハウス

1984年に東芝EMIから独立して設立。後にEMIから完全独立し東急グループに加入するも、1999年にBMG JAPANに吸収合併された。
- Oo Records

ソニー・ミュージックエンタテインメント傘下。大滝詠一が設立に参画し、鈴木蘭々、泉川そら（現：イズミカワソラ）も在籍していた。1997年に親会社・ソニー・ミュージックエンタテインメントに吸収。
- アンティノスレコード

ソニー・ミュージックエンタテインメント傘下。2002年にEPIC Recordsに吸収合併されレーベルとして存続していたが2004年に運営終了。アンティノスマネージメントもソイツァーミュージックと合併しブルーワンミュージックに。
ソニー・ミュージックレーベルズに統合
- ソニー・ミュージックレコーズ

旧：CBS・ソニー。
- エスエムイーレコーズ

ソニー・ミュージックレコーズから独立。
- ソニー・ミュージックアソシエイテッドレコーズ
- エピックレコードジャパン

旧：EPIC・ソニー。かつて子会社として設立していた時期があったが、「CBS・ソニー」に吸収されたため2度目の分社だった。
- アリオラジャパン

旧：BMG JAPAN邦楽部門。
- デフスターレコーズ

SMEの持株会社化以前に分社。2015年にエスエムイーレコーズに統合され廃止。
- キューンミュージック

旧：キューンレコード。
- ソニー・ミュージックジャパンインターナショナル

エスエムイーレコーズとエピックレコードジャパンの洋楽部門（米Columbia・Epic）とソニー・ミュージックレコーズのクラシック音楽部門のSony Classicalを集約。2009年9月には旧：BMG JAPANの洋楽部門のRCA/JIVEグループも合併。
- ソニー・ミュージックダイレクト

2022年4月1日に一部事業をソニー・ミュージックマーケティングユナイテッドに継承し、当社をソニー・ミュージックレーベルズに吸収合併。
ユニバーサルミュージックに統合
- ポリドール・レコード

戦前から存在していたレコード会社。後に富士電機と資本提携し古河グループ（1984年提携解消）となり1998年にユニバーサルミュージックへ統合。
- ロンドンレコード

旧：デッカ・レコード。主に洋楽中心のレコード会社。1981年にポリドール・インターナショナル（現：ユニバーサルミュージック）が日本法人の子会社として設立。しかし、1984年に親会社ポリドール・レコードに吸収合併された。邦楽部門では忌野清志郎等が在籍していた。
- トーラスレコード

旧：ポリドールから独立。1997年ニュートーラスに社名変更するも1998年にユニバーサルミュージックに吸収合併される形で消滅。
- フィリップスレコード

1970年に日本ビクターから独立。日本フォノグラム → マーキュリー・ミュージックエンタテインメントと社名変更し、2000年にキティエンタープライズと統合しキティMMEとなる。最終的にユニバーサルミュージックに統合され消滅。
- キティエンタープライズ

ポリドールから独立して、キティレコードとして設立したレーベル。1993年にキティレコードからキティエンタープライズに社名変更。マーキュリー・ミュージックエンタテインメントに吸収統合。安全地帯が1980年代に在籍。
- MCAビクター

MCAレコードの日本法人。総合娯楽企業MCAの音楽部門。後にユニバーサルビクターに社名変更し、2000年にユニバーサルミュージックに統合。
- EMIミュージック・ジャパン

EMIグループの日本法人。旧：東芝音楽工業として発足のちにEMIが資本参加、2007年まで東芝EMIという社名だった。2013年4月にユニバーサルミュージックに吸収合併し"Virgin Music"や"EMI Records"などのレーベルにその名を残している。
エイベックスと合併
- cutting edge

1993年に設立。1997年にエイベックス・ディー・ディー（現：エイベックス・マーケティング）に吸収合併。以後は同社のレーベルとなっている。
- ハッチ・エンタテインメント

エイベックスとNTTスマートコネクトの共同出資。2011年2月にエイベックス・マーケティングに吸収合併
ワーナーミュージック・ジャパンと合併、譲渡
- イーストウエスト・ジャパン

旧：MMG。1990年にマザーアンドチルドレンとアルファムーン、マネジメント事務所のガーランドが合併し発足。1993年にイーストウエスト・ジャパンに社名変更。2003年にワーナーミュージック・ジャパンと合併。
- マザーアンドチルドレン

尾崎豊・HOUND DOGのマネージメント会社であったマザーエンタープライズにより設立。
- アルファ・ムーン

山下達郎・竹内まりや・飯島真理などが所属。アルファミュージック（旧：アルファレコード）の関連会社として設立。
- マイカルハミングバード

設立時の社名はハミングバード。親会社で大手スーパーだったマイカルが同事業見直しのため、1994年にワーナーミュージック・ジャパンへ事業譲渡。中村あゆみ、浅香唯、ピンクサファイアなどに加え、一時草地章江も所属していた。
- ハミングバード

仙道敦子・山口弘美などが所属。ビクターエンタテインメントが業務を提携していた。
徳間ジャパンコミュニケーションズと合併
- ジャパンレコード

1980年に設立した会社。1983年に徳間音楽工業（当時）と合併し、徳間ジャパンに。
- ガウスエンタテインメント

第一興商が1997年に演歌系レーベルとして設立した会社。2005年に徳間ジャパンコミュニケーションズに吸収合併。一時中森明菜も所属していた。
ポニーキャニオンと合併、譲渡
- NAVレコード

1973年に設立。キャニオン・レコード（当時）の子会社だった。1980年に親会社に吸収合併された。その後はキャニオン・レコードのレーベルとして存続していたものの1982年10月に活動を終了した。
- メディア・レモラス

旧：ヴァージン・ジャパン。英ヴァージン・レコードとポニーキャニオンが共同出資した日本法人。1997年に親会社となっていたポニーキャニオンに事業譲渡。
合併しアップフロントワークスを設立
- ゼティマ

1998年にワン・アップ・ミュージックとY.J.サウンズが合併して設立。販売網はソニー・ミュージックエンタテインメント（現：ソニー・ミュージックソリューションズ）に委託。2004年3月に同社を存続会社とし、ハチャマ、ピッコロタウンと合併、現在のアップフロントワークスとなる。
- ワン・アップ・ミュージック

1993年にワーナーミュージック・ジャパンとアップフロントグループの合弁で設立。販売網はワーナーミュージック・ジャパンに委託。森高千里等が所属していた。
- Y.J.サウンズ

1995年にポリスターから独立して設立。販売網はポリスターに委託。堀内孝雄等が所属。
- ハチャマ

2001年4月に設立。販売網はポニーキャニオンに委託。2004年3月にゼティマ（存続会社）、ピッコロタウンと合併しアップフロントワークスとなる。
- ピッコロタウン

2001年4月に設立。販売網はキングレコードに委託（アップフロントワークスの社内レーベル化以降はその後、販売網をポニーキャニオンに変更）。2004年3月にゼティマ（存続会社）、ハチャマと合併しアップフロントワークスとなる。
ランティスと合併
- アートバンク

元：グルーヴコーポレーション（現：ケンメディア←ケングルーヴ）の傘下にあった会社で、ランティスとも提携関係にあったが、2003年、親会社の倒産により提携先のランティスに吸収合併された。
- オンザラン

2004年にランティスとジェネオンエンタテインメントの共同で出資。2006年8月にランティスに吸収合併される。
日本コロムビアに再吸収
- フォルテ・ミュージックエンタテインメント

日本コロムビアのANIMEXレーベルの特撮部門が1993年頃に独立。しかし、1995年頃に債務超過に陥り親会社日本コロムビアのANIMEXレーベルに再び吸収された。
- ヒートウェーブ

日本コロムビアが1998年に子会社として設立したJ-POP系レコード会社。しかし、2001年3月に債務超過に陥り清算の上、親会社の日本コロムビアへ吸収され、現在はレーベルとして残る。
上記以外のレコード会社
- NECアベニュー

NECグループのレコード会社。同社の再編の一環で1998年に同グループのNECインターチャネルに音楽事業を譲渡し活動休止。ただし、関連会社のNECアベニュー音楽出版は2005年にアイシーアベニュー音楽出版→インデックスミュージック→ティー ワイ エンタテインメントに社名変更し2015年現在も存続している。
- カプコンセルピューターレーベル

2000年代にカプコン本体に一旦吸収合併されるものの、その後に同社名で再度分社化する。
- サイトロン・デジタルコンテンツ

旧：サイトロン&アート。2006年4月にハピネットに事業譲渡されハピネット 音楽企画部となる。
- ZAIN RECORDS

1991年にビーイングがパイオニアLDC（現：ジェネオンエンタテインメント）と共同出資して設立したレコード会社。設立当初の会社名は、b-jin（株式会社ビージン）。1992年にT-BOLANの移籍に合わせて同社内にZAIN RECORDSレーベルが設立され、翌年ZAIN RECORDSに社名をに変更。1995年にビーイング100%出資になる。2003年にB-Gram RECORDSに吸収合併された後は、2007年にB-GramがBeingに吸収されるが、Beingの音楽部門の一レーベルとして存続している。
- フォーライフ・レコード

小室等、井上陽水、吉田拓郎、泉谷しげるのフォークシンガーが1975年に設立。2001年に特別清算し更生会社フォーライフミュージックエンタテイメントに各種資産を継承した。
- エレックレコード

1968年に永野譲らが設立、吉田拓郎、泉谷しげるらのレコードをリリース。1976年倒産し各種資産はフォーライフ・レコードへ継承。2006年にバップから旧譜が発売された。
- 音遊

クレイ勇輝が2006年に設立。2015年にセガサミーホールディングスの傘下になり、 2017年3月にOTODAMA RECORDSのレーベルを発足するも、2019年4月に同傘下のウェーブマスターへ吸収合併。
- ジャニーズ・エンタテイメント

ジャニーズ傘下のレコード会社。同傘下の『ジェイ・ストーム』に全事業を譲渡し2019年5月末で事業終了。
レコード会社以外に吸収
- 東宝レコード

1970年代に存在。映画会社、東宝のレコード部門。東宝映画・ドラマのサウンドトラックや宝塚歌劇団の楽曲を扱っていた。デビュー当時の研ナオコも在籍。1980年に音楽事業撤退後、翌年東宝に吸収合併された。なお、2012年に新設された東宝のアニメ事業室が「TOHO animation RECORDS」レーベルでCDの製作を開始しているが、旧：東宝レコードと直接の関係は無い。
- 朝日ソノラマ

朝日新聞社の子会社。主にアニメ・特撮ものを題材にした、ソノシートと綴じ込み雑誌を組み合わせたものを発売していた。通常のレコード盤を出していた時期もある。1980年頃レコード事業から完全撤退し、2007年に親会社の朝日新聞社に吸収された。
- ハドソン・ミュージックエンタテインメント

ハドソンの音楽事業部門として設立。しかし、2011年4月以降レーベルとしての活動はなく、2012年3月にハドソンがコナミデジタルエンタテインメントに吸収合併されたのを機にコナミミュージックエンタテインメントに著作権管理を継承。
- スピニング

ウェッジホールディングスの子会社として2008年8月に設立。2011年7月1日付で親会社のウェッジホールディングスに吸収合併され会社は消滅。しかし、レーベル自体は、吸収合併後もウェッジホールディングスのスピニング事業部として存続している。
- アミューズソフトエンタテインメント

アミューズグループの映像ソフト会社。2015年にアミューズ本社に吸収合併。

### 解散・倒産などにより消滅
- バンダイ・ミュージックエンタテインメント

旧：アポロン音楽工業 → アポロン。1999年に部分的MBOでランティスを設立し、2000年に特別清算。音源の多くは渡辺音楽出版に継承。また、バンダイが親会社だった時期の一部音源は、系列の映像ソフト会社・バンダイビジュアルの子会社であったエモーションミュージックを経てランティスに継承されている。
- ラジオシティレコード

文化放送出資のレコード会社。1987年に文化放送と渡辺プロダクションとの共同出資会社であったアポロン音楽工業に吸収統合。デビュー当時の葛城ユキ、石川優子、徳永英明が在籍。
- エアーズ

バンダイとアミューズの共同出資会社。2000年にアニメ部門所属の一部従業員等の独立でランティス設立、バンダイ・ミュージックエンタテインメント解散に伴い、音楽レーベル事業を日本クラウンに事業譲渡し後にレーベル運営終了。後にアミューズ子会社となり音楽出版事業として存続していたが、2015年に清算した。
- サウンズ・マーケッティング・システム（SMSレコード）

渡辺プロダクション系列だったが、1988年に事業解散し、資本関係が共通していたアポロンに事実上吸収。吉川晃司、小柳ルミ子などが在籍していた。
- 京都レコード（新若者思考出版）

2001年2月に、TBS系音楽出版会社の日音に版権を譲渡し音楽事業から撤退。河島英五が所属していた。
- KNSエンタテインメント

雄図グループのレコード会社。ゲームミュージックが中心だった。2006年に活動休止。販売網はavexに委託。
- ゼロ・コーポレーション

日本公文教育研究会の傘下。ほぼ洋楽（ヘヴィメタル／ハードロック）専門レーベル。1999年に親会社の意向によりレーベル閉鎖し事業解散。
- タイヘイレコード（ナイガイレコード、日本マーキュリー、ヤンマー音響）

関西の老舗大手。
- ディスコメイトレコード

東京放送（TBS、現：TBSホールディングス）の関連子会社。販売網はビクター音楽産業（現：JVCケンウッド・ビクターエンタテインメント）に委託。1975年に設立し1984年末をもって事業解散および清算。邦楽では因幡晃、伊豆田洋之、八神純子など、洋楽ではABBA、ダニエル・ブーンなどが所属していた。
- トリオレコード

1984年にケンウッド（現：JVCケンウッド）が音楽事業から撤退を示唆したため事業解散。アニメ分野では、まんが 水戸黄門でおなじみ。かつては音楽界の巨匠・羽田健太郎なども在籍していた。またトリオレコードにはレーベル「ショーボート」があり、憂歌団、南佳孝、吉田美奈子、外道、久保田麻琴と夕焼け楽団などが所属していた。トリオレコード時代の音源はアートユニオンに引き継がれた。
- NEWSレコード

1985年に事業解散。松山千春などが在籍していた。
- ネオプレックス

2006年5月に倒産。
- パームビーチ

ソニーミュージックエンタテインメント傘下。2008年3月末で事業解散。
- マクセル・イーキューブ

日立マクセルの子会社。2003年に事業解散。河口恭吾のシングル「桜」は当初マクセル・イーキューブから発売された。アニメ『機動戦艦ナデシコ』のOPテーマで知られている松澤由美もCDを発売していた。
- ミューチャー・コミュニケーションズ

旧：プラティア・エンタテインメント。2007年7月に破産申請。
- ユーメックス

東芝EMI（当時）が1985年にアニメ・ゲーム系で設立した会社。1990年代半ばに事業解散。
- ラッキーレコード en:Lucky Records 1930年代に存在。
- リバスター音産

佐川急便グループのレコード会社。販売網はポニーキャニオンに委託、1982年に橋幸夫が副社長に就任。東京佐川急便事件の発覚により1993年に事業解散。井上杏美、セイントフォーなどが所属。1985年にはカール・ルイスも在籍。
- ローオンレコード

加藤精一が昭和30年代末に大阪市天王寺区で設立した浪曲、音頭、歌謡曲専門の大手インディーズレーベル。
- ワンダーエンタテインメント

テイチク（当時）の子会社。1999年に倒産。鈴木結女などが所属していたほか、さだまさしなどの所属するフリーフライトレコードの販売を受託していた。
- プロップフィズレコード

杉本篤彦、渡辺幹男、林有三らが所属。代表逃亡により消滅との噂。
- センチュリーレコード
- クリスマス エンタテインメント

1990年代後半に倒産したとみられる。島影江里香のソロユニットであった「Trade Love」などが所属。
- ミュージックスケイプ

イムジカに事業譲渡し、2014年に解散。
- DAIPRO-X

代官山プロダクションの子会社。2009年10月に親会社ともども破産手続開始決定。嘉門達夫（現：嘉門タツオ）などが所属していた。
- データム・ポリスター

ポリスターのゲームミュージック部門が1990年に独立する形で創業。独立後はコンシューマーゲーム市場にも参入し、90年代後半から2000年代前半には「ルームメイト」シリーズで名を馳せた。2009年以降は活動を休止し、休眠会社となっていたが、2019年2月7日、事業解散及び、清算結了（法人格消滅）した。
- FORCE MUSIC[1]

2016年設立。2017年1月13日に全リリースCDが廃盤扱いとなる。
- ウェブクウ

設立に石原プロモーションが関与していた。2023年1月に解散。
- クライムミュージックエンタテインメント

ヤマダ電機グループ。旧：フナイ・エンタテインメント（船井電機の傘下であった）。